# Билл Лонг Эворд
«Билл Лонг Эворд» (англ. Bill Long Award for Distinguished Service) — приз, вручаемый игроку, который сделал выдающийся вклад в Хоккейной лиге Онтарио. Вручается не по итогам сезона, а за достижения в течение долгого времени.
Награда была основана в 1989 году и названа в честь Билла Лонга, проработавшего в лиге более тридцати лет в качестве тренера и менеджера клубов «Ниагара-Фолс Флайерз», «Оттава Сиксти Севенс» и «Лондон Найтс».

## Победители
- 2019 Ларри Мавети (Бельвилль Буллз/Кингстон Рейдерз/Кингстон Фронтенакс)
- 2016 Пэт Кейси (Питерборо Питс)
- 2013 Рэй МакКелви (Оуэн-Саунд Аттак)
- 2010 Питер Карманос-младший (Плимут Уэйлерс)
- 2009 Берт О'Брайен (Оттава Сиксти Севенс) и Сэм Сиско (OHL)
- 2008 Дон Бранкли (Лондон Найтс) и Жиль Хьюз (Ошава Дженералз)
- 2006 Джефф Туи (Питерборо Питс)
- 2005 Берт Темплтон (Гамильтон Финкапс/Ниагара-Фолс Флайерз/Норт-Бей Центенниалз/Барри Кольтс/Садбери Вулвз)
- 2003 Норм Брайан (Питерборо Питс)
- 2002 Джэк Фергюсон (OHL) и Джим Левер (OHL)
- 1997 Рен Блэр (Кингстон Фронтенакс) и Фрэнк Бонелло (OHL)
- 1994 Брайан Килри (Оттава Сиксти Севенс)
- 1993 Доктор Роберт Л. Вон (Бельвиль Буллз)
- 1992 Херб Уорр (Питерборо Питс)
- 1990 Шервуд Бассен (Ошава Дженералз/Су-Сент-Мари Грейхаундз)
- 1989 Эрл Монтагано (Оттава Сиксти Севенс) и Алек Кампаньяро (Гелф Плейтерз)